# Costa de Lars Christensen
A costa de Lars Christensen é aquela porção da costa da Antártida situada entre o Monolito Murray, em 66°54'E e a frente da plataforma de gelo Amery em 71°00'E.
As porções na direção do mar desta área (junto à frente de gelo Amery ao Monolito Murray) foram descobertas e velejadas paralelamente pelos baleeiros noruegueses empregados por Lars Christensen de Sandefjord, Noruega para quem esta costa foi batizada. O Sr. Christensen participou pessoalmente de algumas das explorações conduzidas na Antártica por esta empresa, de 1926-37. A exploração e o mapeamento do lado sudoeste (interior) da plataforma de gelo Amery foram realizados por expedições australianas durante a década de 1950.